# آقا محسن عراقی
آقامحسن سلطان‌آبادی عراقی (اراکی)، فقیه و مجتهد شیعه سده ۱۳ هجری قمری بود. او از بزرگترین واقفان شهر اراک و عراق عجم به‌شمار می‌آمد. وی همچنین یکی از عوامل ماندگاری عبدالکریم حائری یزدی در اراک و رونق حوزه علیمه اراک بود.

## خانواده
آقامحسن، فرزند میرزا ابوالقاسم بود. پس از ساخته شدن شهر اراک به دست یوسف‌خان گرجی، وی به اقداماتی برای جلب مردم جهت سکونت در شهر نمود و در صدد برآمد که از اطراف شهر جدیدالتاسیس اراک، مردم به شهر منتقل نماید که موجبات آبادانی شهر به تدریج فراهم گردد. از جمله این اقدامات دعوت برخی از روحانیون سرشناس به شهر بود. جد پدری حاج آقامحسن که سید احمد مکی نام داشت، به همراه برادر دوقلو و کوچکترش (سید محمد مکی) از جمله دعوت‌شدگان بودند. یوسف‌خان سید احمد را در محله قلعه و سید محمد را در محله حصار ساکن کرد تا موجب رضایت مردم ساکن در هردو محله شود. سید احمد مکی دارای فرزندان متعدد بوده که عبارتند از: میرزا سید ابوالقاسم عراقی (پدر حاج‌آقا محسن)، میرزا معصوم، میرزا محمدحسین، آقا مرتضی، آقا شفیع، آقا اکبر و آقا جواد. سرپرستی مدرسه سپهدار از جمله وظایفی بود که از سید احمد (وفات ۱۲۶۰ هجری قمری) به میرزاابوالقاسم (وفات ۱۲۷۰ هجری قمری) و سپس به حاج‌آقا محسن (وفات ۱۳۲۵ هجری فمری) منتقل شده‌است. میرزا ابوالقاسم در زمان مرگ دارای ۴ فرزند پسر و ۴ فرزند دختر بود که عبارتند از: حاجی‌آقا محسن، آقاضیاءالدین (منظور آقا ضیاءالدین عراقی نیست)، حاجی‌آقا جمال، حاجی‌آقا نعمت‌الله، زهرا، بیگم تاج و دو دختر دیگر که فرزندان دختر همگی ملقب به «حاجیه بی‌بی» بودند. آقامحسن در سال ۱۲۷۰ هجری قمری با نارنج خانم بیات ازدواج کرد و مدتی بعد پدر وی در همان سال فوت می‌کند.
او از چندین ازدواج دارای ۱۰ پسر و ۱۳ دختر بوده‌است. پس از وی آقا مصطفی پسر او و آیت الله فرید نوه او بزرگ خاندان عراقی بودند. یکی از پسران آقامحسن سید اسماعیل عراقی بود که هفت دوره به نمایندگی مجلس شورای ملی رسید. پسر دیگرش میرزا شمس‌الدین عراقی نماینده اراک در دوره سوم مجلس بود. کوچکترین پسرش حسین خاکباز محسنی در دوره‌های ۱۴، ۱۶ و ۱۸ نماینده مجلس شد.

## تحصیلات
وی تحصیلات ابتدایی شامل فقه و اصول را نزد پدر، جد و عموی خود (سید محمد مکی) خود فرا گرفت. سپس برای تکمیل تحصیل به بروجرد رفته و از محضر درس سیدشفیع بروجردی و ملا اسدالله بروجردی بهره گرفت. در سن ۳۰ سالگی به اراک بازگشته و مشغول تدریس شد. همچنین وی به عنوان مرجعی برای دعاوی مردم شد. او برای ادامه تحصیل به عتبات عالیات رفت و یکی از فقهای عصر خود گشت. وی درجه اجتهاد خود را در بروجرد دریافت کرد.

## تدریس
آقامحسن یکی از بزرگترین مشوقان طلاب علوم دینی بود و همیشه علما و طلاب را مورد احترام خاص قرار می‌داد. حوزه درس او موجب شده بود علما و طلابی از شهرهای نزدیک و منطقه عراق عجم در درس وی حاضر شوند. اکثر علمایی که در ادوار مختلف در حوزه تدریس وی حضور داشته‌اند اهل فضل و اجتهاد بودند.
وی با وجود ثروت سرشار و گرفتاری‌های بسیار در حل و فصل امور مالکیت، ۹ ماه از سال را به تدریس می‌پرداخت، به‌طوری‌که هر روز سه جلسه بحث خارج فقه، خارج اصول و خارج اسفار در معقول داشت و سه ماه رجب شعبان و رمضان را به بحث تفسیر اختصاص داده بود. وی در عین حال وظیفه قضاوت بین مردم را نیز دارا بود.
از جمله شاگردان وی می‌توان به افراد زیر اشاره کرد:
- ملامحمد معروف به آخوند کبیر، پدر آقا ضیاءالدین عراقی
- ملامحمدعلی معروف به جهان بانو
- ملامحمدابراهیم
- ملاعباس
- ملامحمدحسین معروف به کربلایی علی‌بابا
- آقاسیدشفیع، پدر آقا نورالدین نوری عراقی
- ملا زین‌العابدین، امام جماعت مسجد حاج‌تقی‌خان
- سید هدایت الله شهرجردی
- ملامحمد مدرس
- ملاغلامرضا مجتهد گلپایگانی
- ملامحمد حکمی حکیم ادریس‌آبادی
- ملاحسین عراقی
- ملاعبدالعظیم بروجردی
- آقاشیخ عبدالحسین محلاتی

## فعالیت‌های اجتماعی
آقا محسن عراقی علاقه زیادی به عمران و آبادانی ولایت عراق (شهرستان اراک) داشت. بازسازی و احیای ۴۶ قنات مخروبه و مطروسه، بنا نهادن ۱۸ قنات جدید، خرید روستای مرزیجران و بازسازی قنات آن و ایجاد کانال‌های آب‌کشی فراوان برای رونق کشت محصول، ایجاد ۲ روستای جدید در صحرای ورک‌زار به نامهای گاوخانه و چقا و همچنین مزرعه سوسن‌آباد (در شمال غرب اراک)، که همگی این مناطق مسکونی امروزه دارای سکنه می‌باشند؛ از جمله اقداماتی است که وی با سرمایه و دارایی خود انجام داده است.
حاج‌آقا محسن به موجب ساخت قنوات جدید، کاروانسراها، روستاهای جدید و آباد کردن بیابان‌های اطراف عراق (اراک) و فروش یا اجاره آن‌ها به سایر اهالی منطقه، به مرور زمان به ثروت قابل توجهی دست می‌یابد و قادر می‌شود روستاهای بیشتری از ناحیه اراک را از شاهزادگان و حکمرانان محلی خریداری نماید. روستاهای رشان، بازنه، رباط‌میل، سه‌دانگ از روستای علیم‌آباد و سه دانگ از روستای قره‌کهریز از جمله املاک وی می‌باشد. میزان محصول گندم سالانه این روستاها بالغ بر ۱۲ هزار خروار گندم بوده‌است و اموال منقول وی نیز بالغ بر ۲۰۰ هزار تومان ارزش داشتند که این سرمایه‌ها به نقل از ابوالحسن‌خان فخرالملک اردلان، حاکم اراک در دهه ۱۲۸۰ می‌باشد.

## فعالیت‌های سیاسی
محسن عراقی در دوره‌ای که ولایت عراق زیر نظر حالم ولایت اصفهان بوده، از ابتدای حکمرانی ظل‌السلطان (حاکم اصفهان) در سال ۱۲۹۱ هجری قمری، با وی به مقابله و عدم همکاری برمی‌خیزد. بعد از اطلاع از این عدم همکاری بین این دو نفر، و به موجب نفوذ و مقبولیت محسن عراقی در بین مردم منطقه، ناصرالدین‌شاه تصمیم می‌گیرد برای جلوگیری از بروز شورش و قیام علیه حکومت مرکزی از جانب مردم ولایت عراق، حاکمی مجزا برای این منطقه انتخاب کند. به همین جهت در همان سال، شاهزاده فیروز میرزا، فرزند عباس میرزا را مأمور به حکمرانی این منطقه می‌نماید. فیروز میرزا نیز در نامه‌ای که چندی بعد در توصیف وضعیت منطقه اراک برای سپهسالار صدراعظم می‌نویسد، از عدم تمکین محسن عراقی در مقابل برخی اوامر حکومتی خبر می‌دهد و نسبت به گسترش چنین رفتاری در میان سایر حاکمان محلی هشدار می‌دهد.
در خلال دهه ۱۹۰۰ میلادی کمپانی فرش زیگلر (به انگلیسی: Ziegler Rugs) در این منطقه بسیار فعال بود و اقدام به تولید قالی اراک، قالی فراهان و قالی ساروق می‌کرد که سود هنگفتی نصیبش می‌شد، محسن عراقی به موجب شکایت روستائیان نظام‌آباد و ابراهیم‌آباد از دستمزد پایینی پرداختی توسط کمپانی، دستور عدم همکاری اهالی منطقه با شرکت را می‌دهد. با اطلاع سفارت بریتانیا از این اقدام، این سفارتخانه نامه‌ای اعتراضی به وزارت امور خارجه ایران می‌نویسد و نسبت به ادامه چنین رفتاری از جانب وی که می‌تواند به روابط دوستانه دو کشور آسیب بزند، هشدار می‌دهد و تهدید می‌کند در صورتی که حکومت مرکزی اقدام به نفی بلد (تبعید) محسن عراقی ننماید، این سفارتخانه موضوع را به دربار بریتانیا گزارش خواهد کرد. هم‌زمان با این نامهٔ اعتراضی، حسن تقی‌زاده نیز در مجلس شورای ملی اقدام به سخنرانی در این خصوص می‌کند و درخواست تبعید وی به طهران را مطرح می‌کند. در نهایت این اقدامات منجر به تبعید وی به طهران در خلال سال‌های ۱۳۱۸ تا ۱۳۲۴ هجری قمری می‌شود. در نهایت در پی صدور فرمان مشروطیت توسط مظفرالدین‌شاه و خواسته‌های علماء و مردم، دوره نفی بلد حسن عراقی در سال ۱۳۲۴ هجری قمری به پایان می‌رسد و به وی اجازه بازگشت به اراک داده می‌شود.

## موقوفات
حاج آقا محسن از بزرگترین واقفان اراک به‌شمار می‌آید که با ثروت وسیع و املاک فراوان از واقفان قوی عصر خود و بعد از آن بود. موقوفات وی شامل مزارع، بیشتر در روستاهای اطراف اراک و دکان‌ها، کاروانسرا، آسیاب و تیمچه و سراها در اراک که بوده‌است.

## درگذشت
حاج آقا محسن در سال ۱۳۲۵ قمری و در سن ۷۸ سالگی در اراک درگذشت. مدفن وی که آن زمان در ضلع شمالی شهر قرار داشت، امروزه به آرامگاهی تبدیل شده که به موجب توسعه شهر، در میان آن قرار دارد و مورد بازدید مردم شهر قرار می‌گیرد و در قبرستان قدیمی اراک در مجاورت مصلی بیت‌المقدس اراک قرار دارد. در آرامگاه وی، قبور میرزا ابوالقاسم عراقی (پدر) و شهربانو بیات (مادر) نیز قرار دارد.